# Jerome Randle
Jerome J. Randle (Chicago, 21 maggio 1987) è un cestista statunitense naturalizzato ucraino.

## Carriera
Con l'Ucraina ha disputato i Campionati europei del 2015.

## Palmarès

### Squadra
- Campionato lituano: 1

Žalgiris Kaunas: 2015-16

### Individuale
- Lietuvos krepšinio lyga MVP finali: 1

Žalgiris Kaunas: 2015-16